# NGC 1219
NGC 1219 je galaksija u zviježđu Kit.

## Vanjske poveznice
- SEDS: NGC 1219